# Nothingface (album)
Nothingface è il quinto album della band canadese thrash metal Voivod, prodotto nel 1989 dalla MCA Records.
Questo lavoro presenta un suono molto più progressive dei precedenti dischi della band.

## Tracce
Tutte le tracce sono state scritte dai Voivod tranne la cover Astronomy Domine tratta dal primo album dei Pink Floyd.
1. Intro - 0:54
2. The Unknown Knows  – 5:42
3. Nothingface  – 4:08
4. Astronomy Domine (Barrett)  – 5:22
5. Missing Sequences  – 5:37
6. X-Ray Mirror  – 4:24
7. Inner Combustion  – 3:36
8. Pre-Ignition  – 5:01
9. Into My Hypercube  – 4:54
10. Sub-Effect  – 4:22

## Formazione
- Denis Bélanger - voce
- Jean-Yves Thériault - basso
- Michel Langevin - batteria
- Denis D'Amour - chitarra